# Chester, Pennsylvania
Chester là một thành phố thuộc quận Delaware, tiểu bang Pennsylvania, Hoa Kỳ. Năm 2010, dân số của xã này là 33972 người.
Chester nằm bên sông Delaware, giữa các thành phố Philadelphia và Wilmington, Delaware.
Những người định cư châu Âu đầu tiên trong khu vực là người Thụy Điển. Họ được gọi khu định cư trở thành Chester Finlandia đầu tiên (Tên Latin cho Phần Lan), lúc đó là Upland (xem tỉnh Uppland Thụy Điển và các huyện Upland). Họ xây dựng Pháo đài Mecoponacka năm 1641 để bảo vệ khu định cư. 